# Pomlčka
Pomlčka (–) je z hlediska gramatiky a pravopisu interpunkční znaménko, z hlediska typografie znak. Jako glyf je grafickou realizací podoby grafému. Glyf může mít různou šířku.
V písmu a sazbě se primárně užívá ve funkci:
- oddělování částí projevu (ve větě i mezi větami)
- vyznačení přestávky v řeči (odtud někdejší název pro pomlčku „pausa“); k zesílení platnosti lze použít i více pomlček za sebou
- uvození přímé řeči

V těchto případech se v českém textu pomlčka na obou stranách od okolního textu odděluje mezerami, jako by šlo o samostatné slovo.
V následujících významech se pomlčka mezerami neodděluje:
- a (Löwenheimova–Skolemova věta, Cauchyova–Goursatova věta, semaforská dvojice Suchý–Šlitr)
- až, od … do (v 19.–20. století, ve věku 12–16 let, pokladna je otevřena v 10–14 hodin)
- versus, proti (Sparta–Slávia)
- vyjádření celého čísla v peněžní částce (v textu obchodní povahy: 3216,– Kč; v běžném textu, na Wikipedii aj.: 3216 Kč)
- aj.

Odlišnou funkci mají podobné (a často ztotožňované) znaky
- spojovník (-) spojuje části slova nebo více slov v jeden celek, není interpunkčním znaménkem, píše se bez mezer a je kratší než pomlčka;
- minus je znaménko záporné hodnoty čísla (−5 = minus pět) a početního úkonu odečítání (5 − 2 = 3).

## Typy
V tištěných typech písma se obvykle rozlišují dva či více typů pomlček podle její šířky: krátká a dlouhá. Obě se liší od spojovníku.
Krátká pomlčka
Nejběžnější je tzv. půlčtverčíková čili krátká pomlčka o délce půl čtverčíku, půl výšky velkých znaků bez diakritiky, která se na běžných klávesnicích počítače nevyskytuje. V angličtině se jí také říká en dash (má šířku písmene n) či tiret. Její znak Unicode je U+2013 (–).
Dlouhá pomlčka
V některých jazycích, např. v angličtině, se od krátké pomlčky odlišuje čtverčíková neboli dlouhá pomlčka (em dash, má šířku písmene m; U+2014; —). V češtině se dlouhá pomlčka používá méně často, např. v beletrii pro zvýraznění členění textu.
Nerozlišené pomlčky
Na klasických psacích strojích a při ručním psaní se obvykle pro všechny druhy pomlček používá stejný znak i klávesa jako pro spojovník. Rozlišení mezi spojovníkem a pomlčkou se typicky pozná podle mezer – znak spojovníku se píše bez mezer, zatímco pomlčka se v textu píše s mezerami po obou stranách. Ani některá tisková písma však neobsahují více druhů pomlček, případně ani oddělené znaky pro pomlčku a spojovník.

## Užití pomlčky v češtině

### Použití s mezerami
Půlčtverčíková pomlčka obklopená mezerami se používá v zásadě tam, kde se historicky používala čtverčíková pomlčka:
- Nahrazuje přísudek v neslovesných větách: Mladost – radost.
- Nahrazuje spojku v souřadně spojených větách: Chytří pochopí – hloupí se zeptají.
- Osamostatňuje část výpovědi, a to na začátku nebo na konci věty: Nebezpečí – to je moje druhé jméno. Přišlo to, co všichni očekávali – prodloužení.
- Odděluje vsuvku, používá se párově – není-li vsuvka na začátku či na konci věty. Oddělení vsuvky může být nahrazeno čárkami (čárkou) nebo závorkami.
- Odděluje přímou řeč, může být nahrazena uvozovkami.
- Naznačuje neukončenou výpověď, může být nahrazena třemi tečkami: Jestli nedáš pokoj, tak – (V této funkci se často používá dlouhá pomlčka.)
- V beletrii se užívá pro členění textu a stupňování děje, někdy se užívá i více pomlček za sebou: Otevřely se dveře a vstoupil – – – sám vévoda!

### Použití bez mezer
Bez mezer se používá, pokud odděluje dva či více jmenných či číselných prvků v označení rozmezí, trasy, vzájemného vztahu, vzdálenosti, souboje atd. Nahrazuje tak spojovník, ale vyznačuje volnější vazbu její větší šířkou: rychlík Praha–Brno, utkání Sparta–Slávie, Karel IV. (1316–1378), 1.–3. května. (pouze však pokud je stejný měsíc, jinak s mezerami). Mezery se ale vkládají, pokud je alespoň jeden z výrazů víceslovný: rychlík České Budějovice – Ústí nad Labem.
Někdy se chybně používá (i bez mezer) ve významu předložky do po použití předložky od (např. od 7 – 15 hodin namísto správného od 7 do 15 hodin).

### Spojovník místo pomlčky
V adjektivním tvaru se pomlčka mění v užší spojovník (utkání Česko–Slovensko, ale česko-slovenské utkání). Také pro označení úzkého spojení dvou prvků (Frýdek-Místek, Rakousko-Uhersko, Anežka Hodinová-Spurná, Bratislava-Vajnory) se správně používá spojovník, nikoliv pomlčka.
V některých méně obvyklých typech případů může být volba znaménka neustálená, sporná nebo může být použitelných více možností, např.
- nahrazuje nuly ve vyjádření počtu nižších měnových jednotek: 30,– Kč (jde však o pro běžné texty nevhodné použití bez ohledu na typ spojovníku/pomlčky),[2]
- k proškrtnutí prázdných rubrik, položek či políček a může být nahrazeno jiným způsobem proškrtnutí včetně spojovníku: oproti spojovníku pak násobné pomlčky užití vytváří téměř nebo plně souvislou čáru.

## Psaní pomlčky na počítači
Při běžném českém rozložení kláves na počítačových klávesnicích se pomlčka na klávesnici nevyskytuje. Sází se klávesovou zkratkou, číselným kódem, z nabídky v menu (např. Vložení / Symbol / [příp.] Další symboly / Speciální znaky) nebo se nevhodně nahrazuje spojovníkem. Záleží na operačním systému.

### Windows
Na většině počítačů s Microsoft Windows je možno pomlčku zadat podržením Alt a zápisu číselného kódu znaku:
- krátkou pomlčku pomocí Alt + 0150,
- dlouhou pomlčku pomocí Alt + 0151.

### Linux
Jelikož má krátká pomlčka v Unicode přiřazeno číslo 2013 a dlouhá pomlčka 2014, tak se na počítačích s operačním systémem Linux vloží po zmáčknutím dohromady tří kláves Ctrl + ⇧ Shift a klávesy U a následným naťukáním čísla a stisku mezerníku:
- pro krátkou pomlčku: číslo 2013
- dlouhá pomlčka se vloží obdobně při následném napsání 2014

Také je možné využít klávesy Compose, v kombinaci Compose--. (dvakrát spojovník a tečka) pro krátkou pomlčku a Compose--- (třikrát spojovník) pro dlouhou pomlčku.

### Apple
Na počítačích Apple Macintosh se pak stlačí zároveň tlačítko Option a spojovník -.

### Textové editory
V některých textových editorech se krátká pomlčka zapíše jako zdvojený spojovník -- („--“) a editor ji zamění za pomlčku.
Obdobně některé programy změní spojovník obklopený mezerami na pomlčku automaticky, resp. změnu lze v daném progamu nastavit.

## Nezlomitelná pomlčka
Nezlomitelná pomlčka čili tvrdá pomlčka je další speciální typografický znak (Unicode U+2011). Za normální pomlčkou následuje, je-li na konci řádku, odřádkování. Nezlomitelná pomlčka oproti běžné způsobí, že se za ní řádek nezlomí a část před ní i za ní se chová jako jediné slovo – řádek se láme před ním nebo za ním. Ve značkovacích jazycích se zapisuje entitou &#8209;.

## Mezery
Obdobně jako u pomlček existují různé varianty mezer – nejen běžná, standardní mezera, ale také nezlomitelná mezera a její úzká varianta.

## Pomlčkám podobné znaky
Spojovník
Pomlčka se liší od spojovníku „-“ (Unicode U+002D, případně U+2010), který spojuje především dvě slova nebo dvě části slova v jeden celek a vkládá se bez mezer.
Spojovník se používá také jako rozdělovací znaménko při dělení slov na konci řádku.
Minus
V matematickém zápisu se znak minus (U+2212): „−“, podobný pomlčce, užívá pro operaci odčítání, kdy se odděluje mezerami, nebo se (bez mezery) používá k označení záporného čísla připojením před číslo bez mezery. Z typografického hlediska se od pomlčky liší, pomlčka stojí poněkud níže, znak minus by měl stát výš: stejně vysoko (a se stejnou délkou) jako vodorovná čárka u znaku plus.
Podle ČSN 01 6910 se v korespondenci značka minus nahrazuje klasickou pomlčkou.

### Srovnání pomlčky a podobných znaků
Srovnání pomlček a podobných znaků: „ + − – — ― - “ tj. plus, minus, pomlčka (krátká, běžná, n-pomlčka), dlouhá pomlčka (m-pomlčka), vodorovná čára a spojovník.